# Municipio de Exeter-Fairmont Consolidated
El municipio de Exeter-Fairmont Consolidated (en inglés: Exeter-Fairmont Consolidated Township) es un municipio ubicado en el condado de Fillmore en el estado estadounidense de Nebraska. En el año 2010 tenía una población de 1339 habitantes y una densidad poblacional de 7,18 personas por km².

## Geografía
El municipio de Exeter-Fairmont Consolidated se encuentra ubicado en las coordenadas 40°39′44″N 97°28′25″O / 40.66222, -97.47361. Según la Oficina del Censo de los Estados Unidos, el municipio tiene una superficie total de 186.41 km², de la cual 185,29 km² corresponden a tierra firme y (0,6 %) 1,11 km² es agua.

## Demografía
Según el censo de 2010, había 1339 personas residiendo en el municipio de Exeter-Fairmont Consolidated. La densidad de población era de 7,18 hab./km². De los 1339 habitantes, el municipio de Exeter-Fairmont Consolidated estaba compuesto por el 97,98 % blancos, el 0,37 % eran amerindios, el 0,07 % eran asiáticos, el 1,05 % eran de otras razas y el 0,52 % eran de una mezcla de razas. Del total de la población el 3,29 % eran hispanos o latinos de cualquier raza.